# AC Juvenes/Dogana
Az Associazione Calcio Juvenes/Dogana (rövidítve: AC Juvenes/Dogana) San Marinó-i labdarúgócsapat, mely 2000-ben, az SS Juvenes és a GS Dogana egyesítésével jött alakult meg. A csapat a San Marinó-i élvonalban, azaz a Campionato Sammarinese di Calcióban szerepel. Korábban az olasz alacsonyabb osztályokban is próbálkoztak.

## Története
Az AC Juvenes/Dogana két klub, az SS Juvenes és a GS Dogana összeolvadásából jött létre 2000-ben, előbbit 1937-ben, utóbbit 1970-ben alapították. Amíg a két klub külön létezett, a Juvenes öt, a Dogana pedig két kupagyőzelmet szerzett. A Dogana legnagyobb sikere a bajnokságban egy negyedik hely volt.
2000-ben egyesült a két klub, az új név Associazione Calcisctica Juvenes/Dogana lett. Ez az újonnan létrejött egyesület 2011-ig kétszer tudta megnyerni a nemzeti kupát. A Juvenes/Dogana az egyetlen San Marinó-i klub, amely valaha az olasz futball bármely szintjén képviseltette magát.

## Sikerei
- San Marinó-i labdarúgó-bajnokság (Campionato Sammarinese di Calcio)
  - Ezüstérmes (1 alkalommal): 2008
  - Bronzérmes (2 alkalommal): 1991, 2009

- San Marinó-i kupa (Coppa Titano)
  - Győztes (9 alkalommal): 1965, 1968, 1976, 1977, 1978, 1979, 1984, 2009, 2011 (ebből: SS Juvenes 5 alkalommal, GS Dogana 2 alkalommal)
  - Ezüstérmes (3 alkalommal): 1937, 1990, 2008

- San Marinó-i szuperkupa (Trofeo Federale)
  - Ezüstérmes (3 alkalommal): 1990, 1991

## Eredmények

### Európaikupa-szereplés

#### Összesítve
| Kupa        | J | GY | D | V | LG–RG |
| ----------- | - | -- | - | - | ----- |
| Európa-liga | 4 | 0  | 0 | 4 | 0–9   |
| UEFA-kupa   | 2 | 0  | 0 | 2 | 0–5   |
| Összesítve  | 6 | 0  | 0 | 6 | 0–14  |

#### Szezonális bontásban
| Idény     | Kupa        | Forduló         | Klub             | 1. mérk. | 2. mérk. |
| --------- | ----------- | --------------- | ---------------- | -------- | -------- |
| 2008–2009 | UEFA-kupa   | 1. selejtezőkör | Hapóél Tel-Aviv  | 0–3      | 0–2      |
| 2009–2010 | Európa-liga | 2. selejtezőkör | Polonia Warszawa | 0–1      | 0–4      |
| 2011–2012 | Európa-liga | 2. selejtezőkör | FK Rabotnicski   | 0–1      | 0–3      |

Megjegyzés: Az eredmények minden esetben a Juvenes/Dogana szemszögéből értendőek, a félkövéren jelölt mérkőzéseket pályaválasztóként játszotta.